# エルサルバドルのイスラム教
本項目ではエルサルバドルのイスラム教について記述する。

## 概要
国内には小規模のムスリム共同体があるが、アラブ人の大部分はカトリック教徒である。
「ファーティマ・アッザーラ」と呼ばれるシーア派の共同体がイスラム文化協会を運営。同団体は中米初のイスラム系の雑誌『イスラム教説批評』を刊行している。加えてイスラム文化の普及を目的に、初にして唯一のイスラム系図書館をも開設した。
アフマディーヤも存在。

## 歴史

### 20世紀の移民
20世紀初頭にシリアやレバノン、パレスチナといったアラブ諸国からの移民が流入。しかしながら、これらの中東の移民の大部分はクリスチャンでありムスリムは少なく、ほとんどか全く文書化されていない。

## センター
「アラブ・エルサルバドル・イスラムセンター」と呼ばれるスンナ派初の施設が、現地民やパレスチナ系住民を中心として、1994年に発足。2004年には国内2番目のモスク「ファーティマ・アッザーラ」が完成した。同モスクは預言者ムハンマドの娘ファーティマに因んで名付けられている。
近年ではインターネットを通じてイスラム文学の普及を始めており、ウェブ上では季刊誌の刊行や、100点を超えるイスラム教関連のデジタル資料を公開。2007年には「メスキータ・ダル・イブラヒム」という3番目のモスクが、サンサルバドルに完成した。
イスラムセンターは通常、金曜礼拝や慈善活動、教宣などを行っている。例えば、「ファーティマ・アッザーラ」イスラムセンターはイスラム教の教義や歴史に関する講義を実施。これらの講義は一般人にも公開されており、宗教関連に留まらない。外国語の過程もあり、成人の識字率向上への取り組みもなされている。